# Circulaire du 26 août 1997 portant instruction concernant les violences sexuelles
Circulaire Royal
Lire en ligne

Texte sur Légifrance

La circulaire n° 97-175 du 26 août 1997 portant « instruction concernant les violences sexuelles », dite circulaire Royal, est adressée aux agents du service public de l'éducation nationale française concernant la lutte contre la pédophilie par le ministre déléguée à l'Éducation nationale, Ségolène Royal.

## Contexte
En mars 1997, quelques mois après que l'affaire Dutroux eut éclaté en Belgique, un réseau de trafic de cassettes pédophiles est démantelé en France. Plusieurs enseignants et deux proviseurs sont mis en cause, et une des cassettes s'avèrera avoir été tournée dans une école. Le 4 juillet 1997, Ségolène Royal annonce devant le  Conseil supérieur de l'éducation son intention de fournir à l'éducation nationale un « code éthique » clarifiant les procédures à respecter.

## Contenu
Ce texte rappelle l'obligation légale faite à toute personne de signaler aux autorités judiciaires tout crime ou délit dont elle aurait eu connaissance. S'agissant des agents publics qui, dans l'exercice de leurs fonctions, ont connaissance d'un crime ou d'un délit, l'article 40 du Code de procédure pénale leur fait particulièrement obligation d'en aviser sans délai le procureur de la République.
Dans le cas où un agent public serait mis en cause, la circulaire indique qu'une mesure de « suspension » doit être prise sans délai, à titre conservatoire et « afin d'éviter des polémiques inutiles sur l'éventuelle inertie de l'administration ».

## Critiques
Dans un contexte marqué par l'augmentation du nombre des affaires où des enseignants sont mis en cause sur le plan pénal, le point de la « Circulaire Royal » préconisant la suspension immédiate  fut critiqué et lu comme une remise en cause du principe de la présomption d'innocence[réf. nécessaire], au point qu'alerté par Gilles Renaud, un enseignant, Christian Ménard, député de la sixième circonscription du Finistère, a questionné le gouvernement, le 20 novembre 2007.
Au moment de la publication de la circulaire, alors qu'il était reçu par le juge Jean-Michel Hayat, conseiller technique au cabinet de Ségolène Royal de 1997 à 1999, le SNEP (Syndicat des enseignants d'EPS) s'était entendu dire que « les ministres (Claude Allègre et Ségolène Royal) estiment que, si un enfant est préservé au prix de neuf enseignants accusés à tort, l'objectif était rempli ». 

## Loi d'échanges éducation-justice de 2016
À la suite de la découverte d'actes pédophiles dans une école d'Isère, Najat Vallaud-Belkacem et Christiane Taubira déposent un projet de loi, qui est adopté le 5 avril 2016. La loi dite « Villefontaine » prévoit l'échange d'informations entre la justice et l'Éducation nationale, ainsi que la vérification des casiers judiciaires du personnel de l'Éducation nationale.